# Erythrinus kessleri
Erythrinus kessleri är en fiskart som beskrevs av Steindachner, 1877. Erythrinus kessleri ingår i släktet Erythrinus och familjen Erythrinidae. Inga underarter finns listade i Catalogue of Life.